# 九和乡
九和乡，中国浙江省金华市磐安县下辖的一个乡。

## 行政区划
九和乡现辖：
自家庄村、后业岭村、毛竹溪村、中坑村、下坑村、革联村、柘周村、新周村、南坑村、三水潭村、宿坑村、登溪村、九龙村、联桥村、孔潭村、东吴村、塘山村、岩甲村、红宅村、上俞村和山儿头村。